# Christian Gottlob Fischer (Unternehmer)
Christian Gottlob Fischer († 1804) war ein deutscher Montanunternehmer. Er war Hammerherr in Wittigsthal im sächsischen sowie in Breitenbach im böhmischen Teil des Erzgebirges, Besitzer der Hammermühle Wittigsthal sowie Betreiber mehrerer bedeutender Eisensteinbergwerke in den Bergrevieren Johanngeorgenstadt und Eibenstock.

## Leben

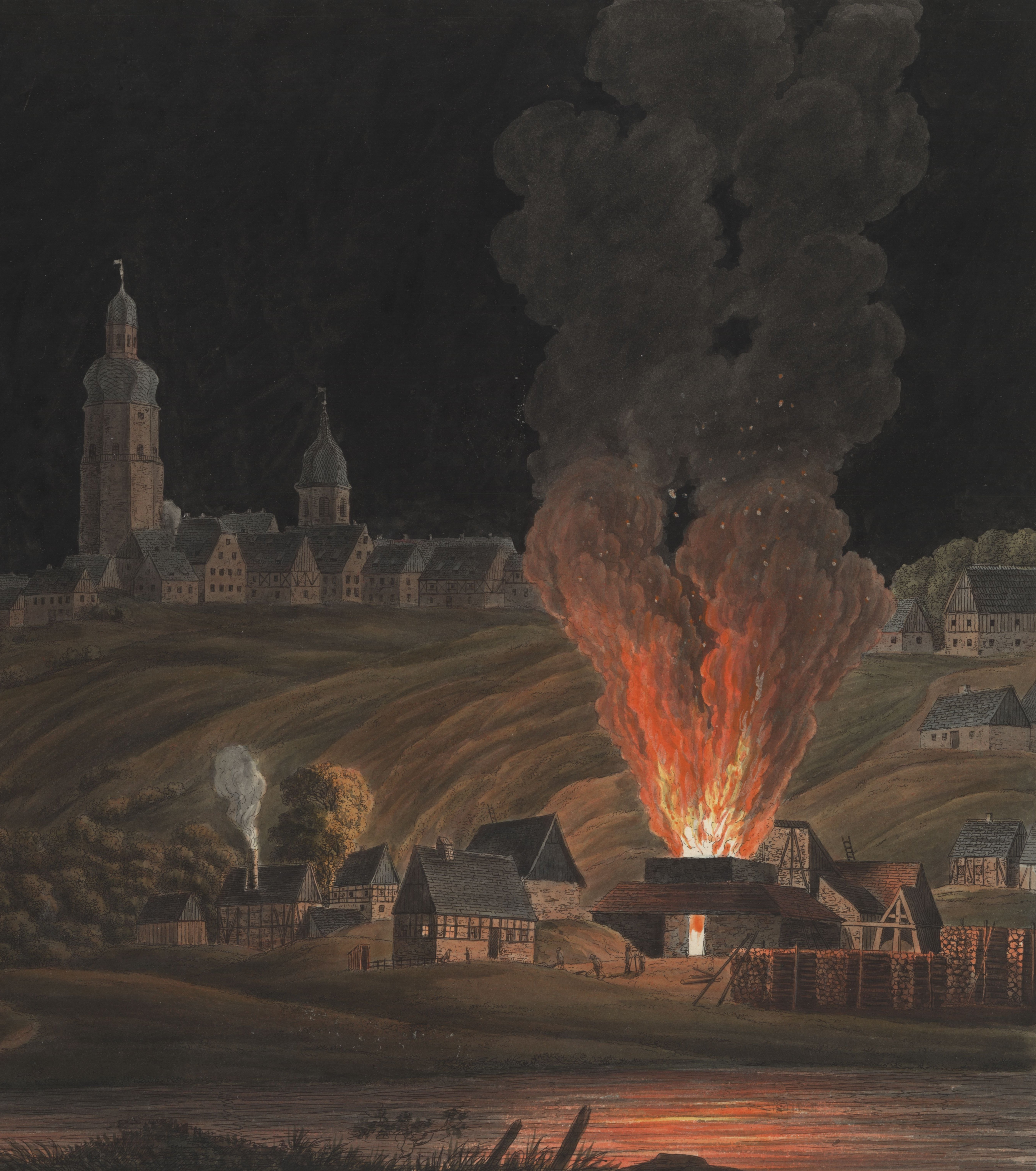
Hammerwerk Wittigsthal (Ansicht wenige Jahre nach Fischers Tod)

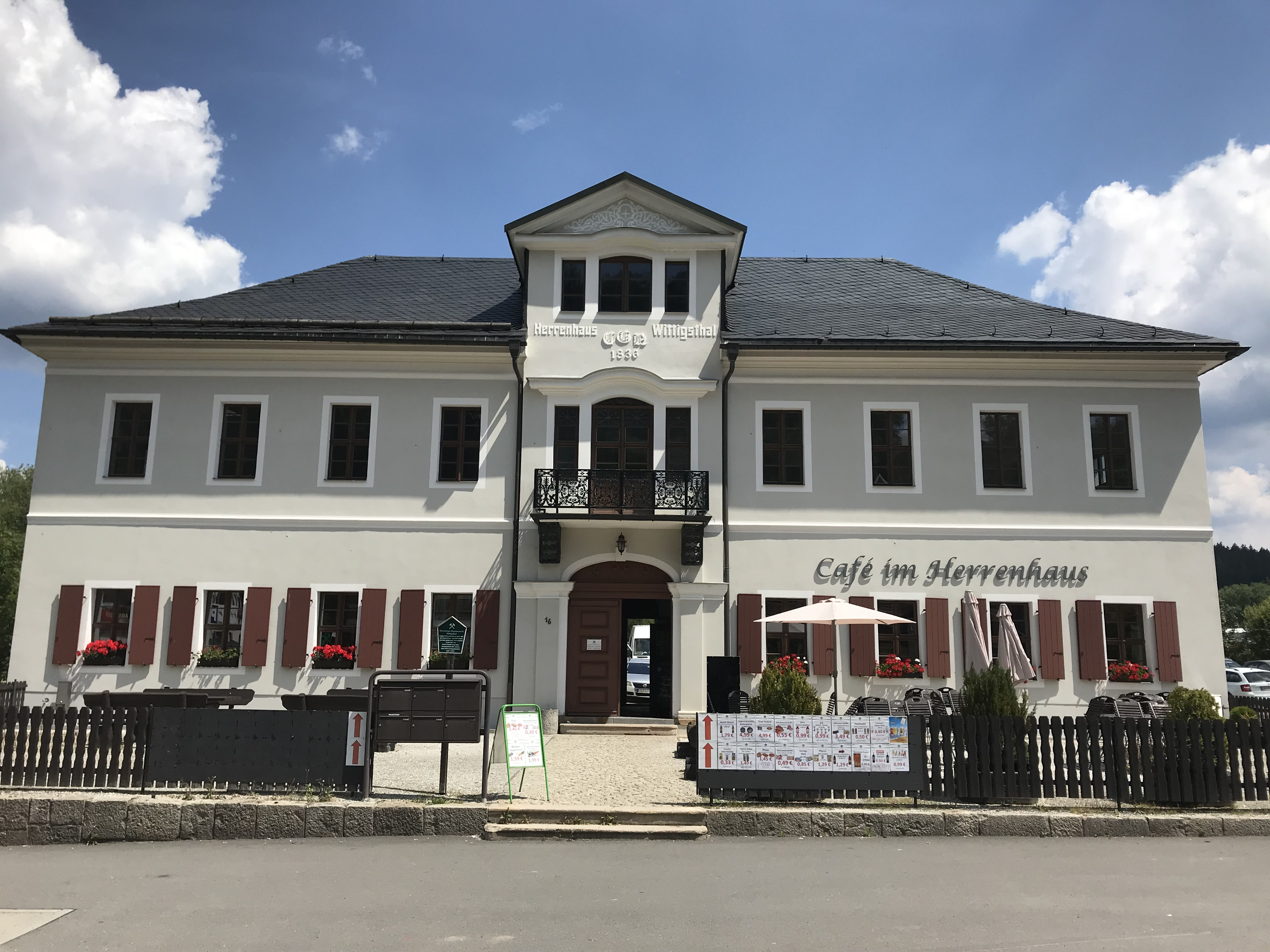
Wohnhaus Fischers in Wittigsthal, nach dem Umbau von 1836

Er war der jüngste Sohn des Hammerwerksbesitzers Johann Christoph Fischer und erhielt 1729 bereits ein Drittel von dessen beiden Hammerwerken Wittigsthal und Breitenbach.
Fischer wird bereits 1755/57 neben Johann Christian Hunger als einer der Hammerwerksbesitzer in Wittigsthal genannt. In dieser Zeit verlegte er gemeinsam mit Hunger den angekauften Schaufelhammer des Hammerwerkes Wolfsgrün nach Wittigsthal. Ab 1762 war Fischer alleiniger Hammerherr in Wittigsthal und gleichzeitig Erb-, Lehn- und Gerichtsherr über diese an der Grenze zu Böhmen gelegene Hammerwerkssiedlung. Daneben besaß er auch das noch größere Hammerwerk Breitenbach in Böhmen und profitierte vom kleinen Grenzverkehr und -handel. Den Eisenstein, der auf Fischers Hammerwerken geschmolzen wurde, bezog er zunächst hauptsächlich aus Irrgang bei der Bergstadt Platten, später aus seinen eigenen Eisensteingruben in Kursachsen. 1791 waren seine Hammerwerke hauptsächlich durch die Herstellung von weißen oder verzinnten Eisenblechen bekannt. Noch heute existiert das Eisenwerk Wittigsthal als Nachfolgebetrieb.
Sein Bruder war der Hammerherr Johann David Fischer in Schlößel. Als dieser frühzeitig starb, nahm er dessen unmündigen Sohn Friedrich August Fischer (1775–1850), seinen Neffen, in seine eigene Familie an Kindes statt in Wittigsthal auf. Er schickte ihn auf das Lyzeum nach Schneeberg und finanzierte sein Studium an der Universität Leipzig. Friedrich August Fischer wurde später sein Schwiegersohn und war zuletzt Steuerinspektor in Meißen.
In der evangelischen Stadtkirche (Johanngeorgenstadt) besaß Christian Gottlob Fischer einen eigenen Kirchenstuhl, dort wurde im Juli 1776 nach dem Beichtgottesdienst ein Findelkind abgelegt, das auf den Namen Johann Christian Kirchbank getauft wurde.
Im Bayerischen Erbfolgekrieg 1778 geriet Fischer zwischen die Fronten. Im Oktober 1778 erschienen fast täglich morgens österreichische Dragoner von seinem nur wenige Meter hinter der böhmisch-sächsischen Grenze liegenden Herrenhaus des Hammerwerks Wittigsthal und forderten von ihm die kostenlose Herausgabe von Branntwein. Hilfesuchend wandte sich Fischer an preußische Husare, die sich hinter seiner Hammerschenke versteckt hielten und aus ihrem Versteck hervorsprengten, als die Österreicher erneut Branntwein von Fischer forderten. Die preußische Patrouille schoss auf die Österreicher, die die Flucht über die Grenze nach Böhmen ergriffen. Ein Österreicher wurde festgenommen. Erst nach der am 28. Dezember 1778 in Sebastiansberg geschlossenen Konvention wurde der Gefangene freigelassen.

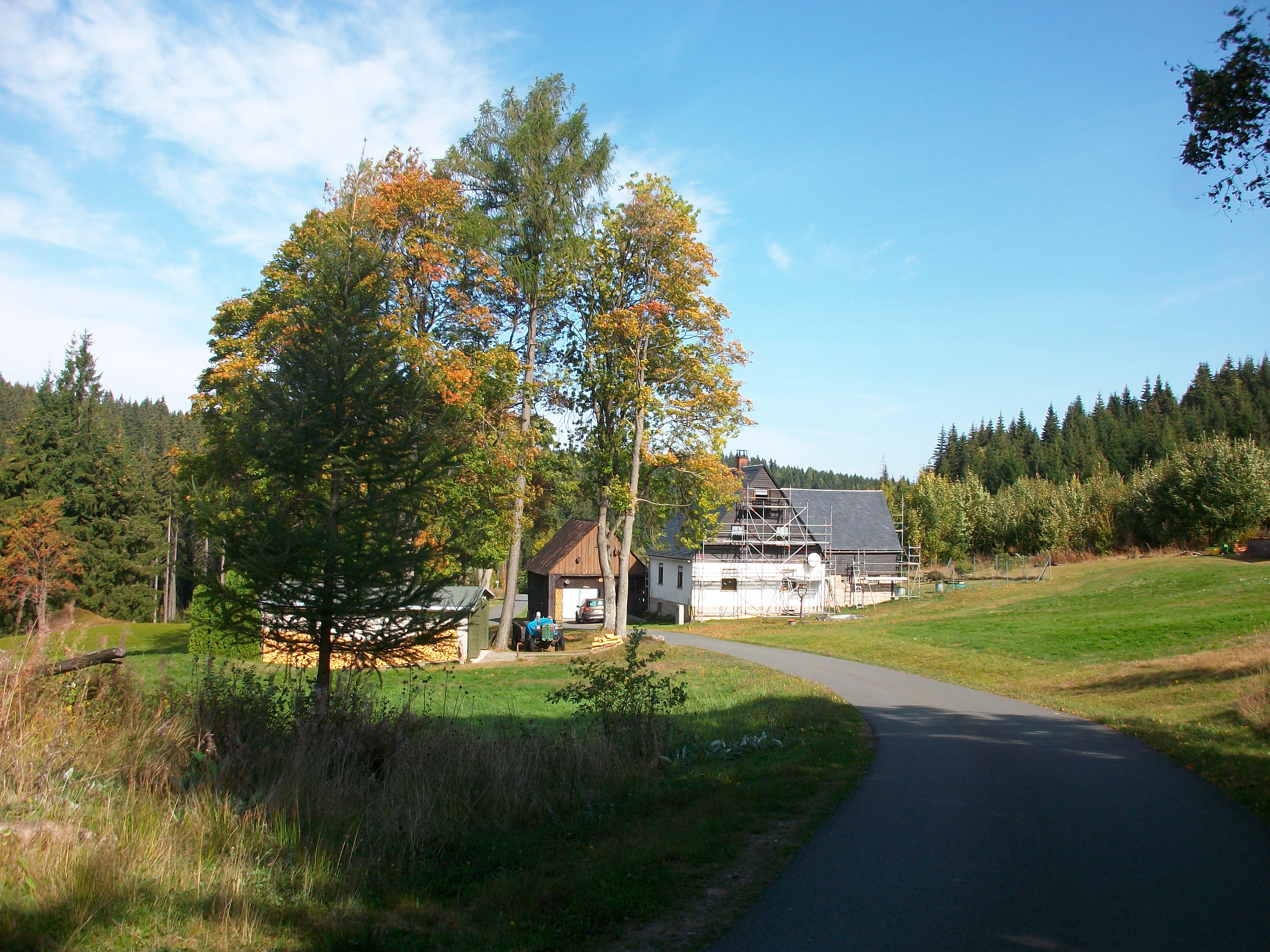
Standort des von Fischer angelegten Zechenhauses und Kunstteiches am Schimmel

Daneben betrieb Fischer das Bergwerk Gottes Gnade am Schimmel im Bergrevier Johanngeorgenstadt. Sie war eine der bedeutendsten Roteisensteingruben auf dem Riesenberger Eisensteinzug im Westerzgebirge. Der Betrieb wurde im Quartal Crucis 1793 aufgenommen. Fischer ließ dort ein Kunstgezeuge mit Feldgestänge errichten, das mit einer kleinen Glocke verbunden war, die jedes Mal anschlug, wenn das Rad sich einmal gedreht hatte. Das Glöckchen vom Schimmel, das auch von der Eibenstöcker (Post-)Straße aus gehört wurde, war bekannt und wurde von Christian Gottlob Wild in seinen Wanderungen durch das Obererzgebirge als Besonderheit der Gegend beschrieben. Das von Fischer errichtete Zechenhaus am Schimmel brannte 1939 ab. Zum Betrieb des Kunstrades ließ Fischer einen Kunstteich am Schimmel anlegen, der durch einen Graben vom Steinbach gespeist wurde.
Von 1796 bis 1799 prozessierte Fischer gegen einige Hutleute und die Neujahr-Fundgrube am Hammerberg in Johanngeorgenstadt wegen der dort, gegenüber seinem Herrenhaus, erfolgten Anlage einiger Gärten und des Zimmerplatzes, durch die er sich beeinträchtigt fühlte.
1803 erwarb Fischer kurz vor seinem Tod von den Gebrüdern Heymann außerdem das bedeutende Eisensteinbergwerk Tannebaum bei Steinbach im Bergrevier Eibenstock, das noch bis in das 20. Jahrhundert betrieben wurde.
Fischer war seit dem 23. November 1784 mit Sophie Henriette Fischer verheiratet, die nach dem Tod ihres Mannes das Hammerwerk Wittigsthal erbte und am 10. November 1807 starb. Alleinige Erbin wurde die gemeinsame Tochter Josepha Florentine Fischer, welche das Hammerwerk Wittigsthal aufgrund von Schulden 1808 ihrem Bruder, dem Steuerprokurator Friedrich August Fischer, verpfändete. Da Familie Fischer in Augustusburg lebte und ihnen von dort aus die Bewirtschaftung des Eisenwerkes schwerfiel, verkauften sie es 1816 an die Familie von Elterlein.

## Zeitgenössischer Bericht über Fischer
„[Fischer] ist gleichsam ein kleiner Souverän; gemeiniglich ist Feldbau (und dieser ist oft beträchtlich), einige Mühlen, Brau- und Schankgerechtigkeit und besondere Gerichte mit dem Hammerwerk verbunden, und diese sind oft wie ein Rittergut anzusehen, aber wegen der Eisenwerke noch vorzüglicher und einträglicher. 
[... Das Hammerwerk Wittigsthal] ist eigentlich ein doppeltes, ein auf böhmischem Gebiete liegender Hammer ist mit diesem vereinigt worden, und der größte Teil der dazu gehörigen Besitzungen liegt auf böhmischem Grund und Boden, und von dem Herrenhofe hat man nur wenige Schritte an die Grenze. Außer dem hohen Ofen sind hier noch zwei Stab- oder Frischfeuer, ein Blechfeuer und ein Zinnerhaus. [...] Du siehst hieraus, daß ein Hammerwerk eine weitläufige Sache ist und daß ein tätiger Mann darzugehört, es gehörig zu verwalten und zu übersehen.“